# Constituição do Estado de Minas Gerais
A Constituição do Estado de Minas Gerais  foi promulgada em 21 de setembro de 1989 pela Assembleia Constituinte Estadual, sendo a lei político-jurídica maior no âmbito do estado de Minas Gerais, sob a Constituição Nacional e Leis do Congresso Nacional.

## Preâmbulo
A Carta constitucional estadual mineira tem o seguinte preâmbulo:
"Nós, representantes do povo do Estado de Minas Gerais, fiéis aos ideais de liberdade de sua tradição, reunidos em Assembléia Constituinte, com o propósito de instituir ordem jurídica autônoma, que, com base nas aspirações dos mineiros, consolide os princípios estabelecidos na Constituição da República, promova a descentralização
do Poder e assegure o seu controle pelos cidadãos, garanta o direito de todos à cidadania plena, ao desenvolvimento e à vida, numa sociedade fraterna, pluralista e sem preconceito, fundada na justiça social, promulgamos, sob a proteção de Deus, a seguinte Constituição:"

## Constituintes
Tem o seguinte corpo constituinte:
- Kemil Said Kumaira, Presidente
- Cleuber Brandão Carneiro, 1º-Vice-Presidente
- Geraldo Gomes Rezende, 2º-Vice-Presidente
- Elmo Braz Soares, 1º-Secretário
- Márcio Lemos Soares Maia, 2º-Secretário – Paulo César Guimarães, 3º-Secretário – Romeu Ferreira de Queiroz,

4º-Secretário – Jaime Martins do Espírito Santo, 1º-Suplente – Eduardo Benedito Ottoni, 2º-Suplente e Relator Adjunto – Anderson Adauto Pereira, 3º-Suplente – Adelino Pereira Dias, 4º-Suplente – José Bonifácio Mourão, Relator – Agostinho César Valente – Agostinho Patrús, Aílton Torres Neves, Amílcar Campos Padovani, Antônio da Cunha Resende Ninico – Antônio Genaro de Oliveira, Antônio Mílton Salles – Armando Gonçalves Costa – Benedito Rubens Rennó Bené Guedes – Bernardo Rubinger de Queiroz – Camilo Machado de Miranda – Carlos Eduardo Antunes Pereira – Delfim Carvalho Ribeiro – Dirceu Pereira de Araújo, Domingos Sávio Teixeira Lanna, Elmiro Alves do Nascimento – Eurípedes Craide – Felipe Néri de Almeida – Geraldo da Costa Pereira – Irani Vieira Barbosa – Jairo Magalhães Alves – Jamill Selim de Sales Júnior – João Batista Rosa – João Bosco Martins – João Lamego Netto – João
Pedro Gustin – João Pinto Ribeiro – Jorge Gibram Sobrinho – Jorge Hannas, José Bonifácio Tamm de Andrada, José Ferraz Caldas – José Ferraz da Silva – José Laviola Matos – José Maria de Mendonça Chaves – José Maria Pinto – José Militão Costa – José Neif Jabur – José Rodrigues Duarte – Lacyr Dias de Andrade – Luís Carlos Balbino Gambogi – Luiz Vicente Ribeiro Calicchio – Manoel Nelinho Rezende de Mattos Cabral – Maria Elvira Sales Ferreira, Maria José Haueisen – Maurício Dutra Moreira – Mauro Pinto de Moraes – Mílton Pereira da Cruz – Narciso Paulo Michelli, Nilmário de Miranda, Otacílio Oliveira de Miranda – Paulo César de Carvalho Pettersen – Paulo Fernando Soares de Oliveira – Paulo Pereira – Péricles Ferreira dos Anjos, Raimundo Silva Albergaria – Raul Messias Franco – Roberto Luiz Soares de Mello, Ronaldo Vasconcellos Novais – Sandra Meira Starling – Saint’Clair Martins Souto, Sebastião Helvécio Ramos de Castro – Sebastião Mendes Barros – Sílvio Carvalho Mitre, Tancredo Antônio Naves – Wellington Balbino de Castro.
- Participantes: Ademir Lucas Gomes – Aloísio Teixeira Garcia – Francisco Carlos

Chico Ferramenta Delfino – José Adamo Belato – José Renato Novais – Samir Tannus – Serafim
Lopes Godinho Filho – Sérgio Emílio Brant de Vasconcelos Costa – Vítor Penido de Barros
- In Memoriam: Rubens Pinto Garcia.[1]

## Primeira emenda
A primeira emenda ao texto constitucional de 1989 foi promulgada pela Assembleia Legislativa de Minas Gerais, no Palácio da Inconfidência no dia 3 de julho de 1991.

## Histórico das constituições de Minas Gerais

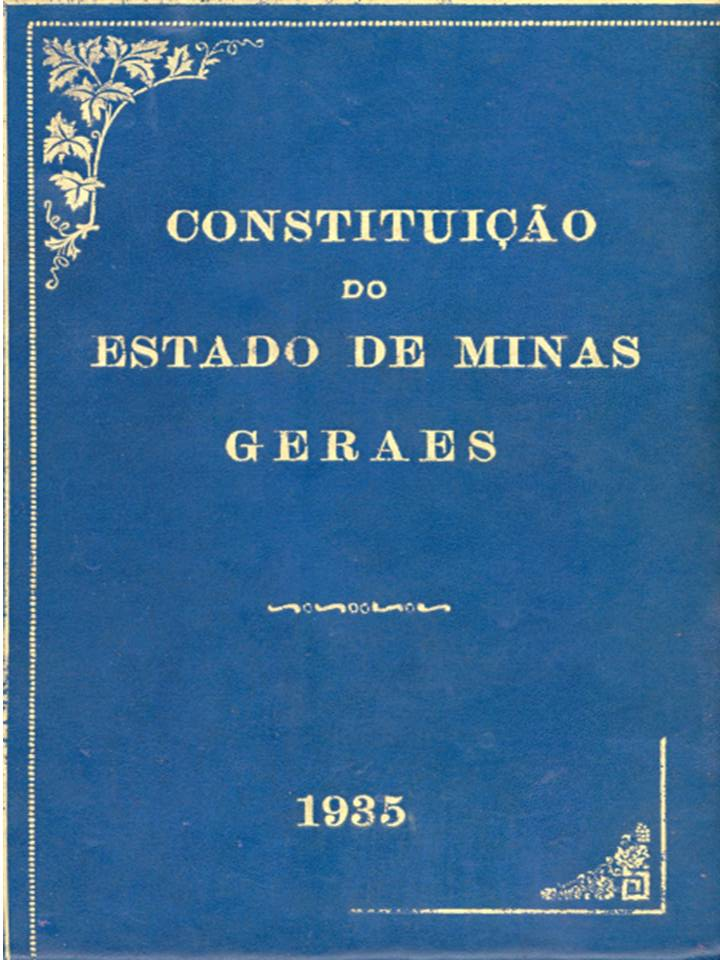
A de 1935.

A construção legal do estado já contou com várias Constituições como a Constituição Política do Estado de Minas Gerais promulgada em 15 de junho de 1891 pelo Congresso Estadual Constituinte, que era bicameral, ou seja, composto por uma Câmara de deputados  e por um senado estadual, cujo fecho é: "Sala das sessões do Congresso Constituinte Mineiro, na cidade de Ouro Preto, em quinze de Junho de mil oito centos e noventa e um, terceiro da Republica".
Já vigoraram outras Cartas Constitucionais, entre elas:
- Constituição do Estado de Minas Gerais de 1935
- Constituição do Estado de Minas Gerais de 1947
- Constituição do Estado de Minas Gerais de 1967, cuja construção foi para se adequar ao governo da Ditadura Militar de 1964.

### Constituição Política do Estado de Minas Gerais de 1891

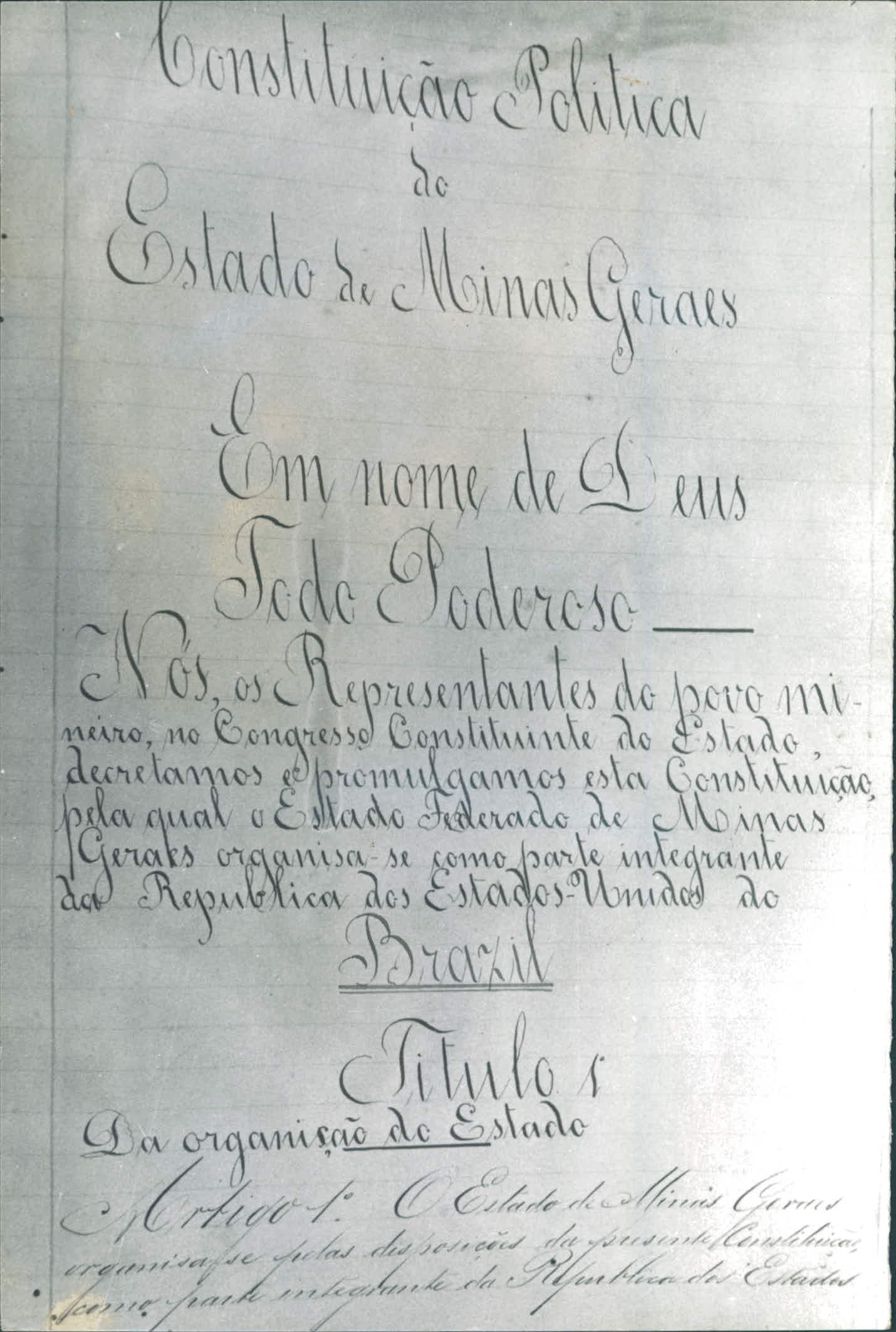
Constituição Política do Estado de Minas Gerais

A Constituição Política do Estado de Minas Gerais foi promulgada em 15 de junho de 1891, poucos meses depois da Constituição Federal de 24 de fevereiro de 1891.
João Pinheiro constituiu uma comissão de sete notáveis para elaborarem o anteprojeto: Crispim Jacques Bias Fortes, substituído pelo próprio João Pinheiro por haver assumido o governo mineiro, Joaquim Felício dos Santos, Antônio Jacó da Paixão, Fernando Lobo Leite Pereira, Antônio Gonçalves Chaves, Feliciano Augusto de Oliveira Pena e Antônio Afonso Lamounier Godofredo. O projeto foi aprovado ad referendum da futura assembleia constituinte.
A Constituição Política do Estado de Minas Gerais, cujo Presidente era Chrispim Jacques Bias Fortes, determinou a criação de um tribunal fiscalizador das contas públicas, quando fosse conveniente.